# 密封岩
密封岩（英語：Azarashi Rock），是南極洲的岩石，位於毛德皇后地的哈拉爾王子海岸，處於因斯特克萊帕內山以北1.6公里的白瀨冰川東岸，根據日本探險隊的測量和拍攝的空中照片繪入地圖，現時由南極條約體系管理。

## 外部連結
- 本条目引用的公有领域材料来自美国地质调查局的文档《密封岩》 （資料來自地名信息系统）。

70°1′S 38°54′E / 70.017°S 38.900°E